# フレームス
「Flames」(フレームス)はフランスのDJデヴィッド・ゲッタとオーストラリア出身のポップ歌手シーアの楽曲。シングルとして2018年3月23日にリリースされた。「Flames」はDJと歌手の6番目のコラボレーション。

## 背景とリリース
「Flames」はデヴィッド・ゲッタとシーアの昔からのコラボレーションの結果。2011年にリリースされた「Titanium」の国際的な成功から,二人のアーティストは2012年に「She Wolf (Falling to Pieces)」と2015年に「Bang My Head」作る。